# 그물버섯

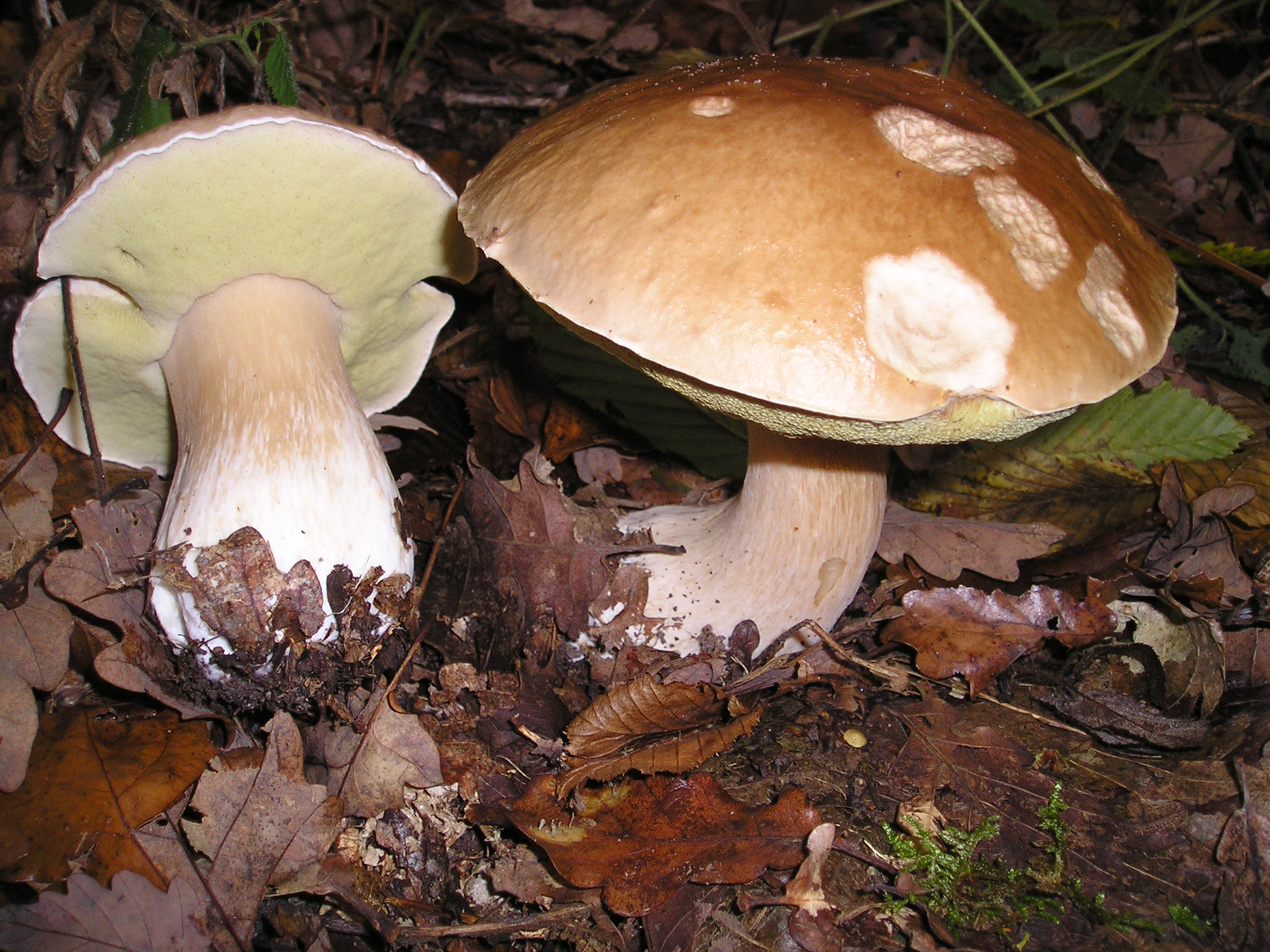

그물버섯(Boletus edulis, cep, penny bun, porcino, porcini)은 동아시아와 북반구의 온대 내지 아한대에 분포하는 식용버섯이다. 여름에서 가을까지 활엽수림 내에서 자란다. 갓은 지름이 10-20cm의 반구형인데 나중에 편평한 빵 모양이고 표면은 민둥민둥하며 습하면 다소 점성이 생긴다. 빛깔은 갈색·암갈색·적갈색·황갈색 등이 있으며, 살은 두껍고 백색이며 표피 아래는 약간 적색을 띤다.

## 설명
유럽, 아시아, 북미 등 북반구에 널리 분포하며, 남반구에서는 자연적으로 발생하지 않지만, 남부 아프리카, 호주, 뉴질랜드, 브라질에 도입되었다. 이전에 B. edulis의 변종 또는 형태로 생각되었던 여러 밀접하게 관련된 유럽 버섯은 분자 계통발생 분석을 통해 별개의 종으로 나타났으며, 이전에 별도의 종으로 분류된 다른 버섯은 이 종과 동종이다. 일반적으로 캘리포니아 킹 볼레테(Boletus edulis var. grandedulis)로 알려진 서부 북미 종은 2007년에 처음으로 공식적으로 확인된 크고 어두운 색의 변종이다.
이 버섯은 낙엽수 및 침엽수림과 나무 농장에서 자라며, 나무의 지하 뿌리를 버섯 조직의 껍질로 감싸서 살아있는 나무와 공생 외생균근 연합을 형성한다. 이 버섯은 여름과 가을에 땅 위에 포자를 지닌 자실체를 생성한다. 자실체에는 큰 갈색 뚜껑이 있는데 때로는 직경이 30cm(12인치)에 달하고 드물게 직경이 40cm(16인치), 무게가 3kg(6파운드 10온스)에 달하기도 한다. 포자는 성숙하면 관의 구멍이나 구멍을 통해 빠져나간다. 그물버섯 자실체의 기공 표면은 어릴 때는 희끄무레하지만 나이가 들면 녹황색으로 변한다. 튼튼한 줄기 또는 줄기는 흰색 또는 노란색을 띠고 최대 20cm(8인치), 드물게 높이 30cm(12인치), 두께 10cm(4인치)이며 부분적으로 융기된 네트워크 패턴으로 덮여 있다.
다양한 요리 요리의 재료로 평가받는 그물버섯은 많은 요리에서 높은 평가를 받는 식용 버섯이며 일반적으로 수프, 파스타 또는 리조또로 준비하여 먹는다. 버섯은 지방과 소화 가능한 탄수화물이 적고 단백질, 비타민, 미네랄, 식이섬유가 풍부하다. 상업적으로 판매되고 있지만 재배가 매우 어렵다. 유럽과 러시아 전역에서 가을에 신선하게 구입할 수 있으며, 대부분 건조, 포장 및 전 세계적으로 유통된다. 건조 후에도 맛이 유지되며, 다시 용해하여 요리에 사용한다. 그물버섯은 절인 상태로 판매되는 몇 안되는 버섯 중 하나이다.